# Tugril ibne Quilije Arslã
Tugril Xá, nascido Abde Alharije Maomé Muguiçadim Tugril Xá ibne Quilije Arslã (em árabe: Abda'l Harij Muhammad Mughis ad-din Tughril Shah ibn Qilij Arslan), foi um sultão seljúcida em Erzurum de 1202 a 1225, após a queda dos saltúquidas, um dos beilhiques da Anatólia.

## História
Tugril Xá era um dos filhos de Quilije Arslã II (r. 1156–1192). Em 1192, recebeu como apanágio a região de Elbistane durante a divisão do Sultanato de Rum que se seguiu à morte de seu pai. Em 1201-1203, seu irmão Solimão II (r. 1196–1204) se preparou à guerra para enfraquecer o poder do Reino cristão da Geórgia e conquistar o país. Em sua marcha, foi acompanhado por Tugril Xá, o mengujéquida Barã Xá de Erzinjane e possivelmente artúquidas de Carpute e guerreiros turcomanos locais. No caminho, conquistou a região de Erzurum, que até então era controlada pela dinastia turcomana local dos saltúquidas, de 1071 a 1202. Saltuque, vassalo da Geórgia, foi substituído por Tugril Xá como governante local.
Nos 30 anos seguintes à conquista, Erzurum foi governada por Tugril e depois seu filho Jaã Xá como apanágio. Tugril se separou do Sultanato de Rum em 1211-12, e parece ter sido um tributário da Geórgia por pelo menos parte de seu reinado. Quando Jaã Xá o sucedeu em 1225, se aliou ao xá da Corásmia Jalaladim Mingueburnu (r. 1220–1231), até ser derrotado na Batalha de Iasse Chimene em 1230. Tugril teve outro filho chamado Guiaçadim, que se tornou o marido da rainha Russudana da Geórgia de c. 1223 a 1226. Ele se converteu ao cristianismo por ordem de seu pai para poder se casar com Russudana.